# 5 vagues de l'avenir
 (février 2018).
Pour plus de détails, voir Fiche technique et Distribution.
5 vagues de l’avenir est un court métrage écrit et réalisé par Laurent Perreau et diffusé pour la première fois au musée du Louvre en septembre 2015.

## Synopsis
Librement inspiré de l’essai de prospective de Jacques Attali, Une brève histoire de l'avenir, ce film associe images d’archives et fiction pour décrire les mouvements de l’histoire en cours. 
Les quatre premiers temps du film sont introduits par ces textes : 
- Première vague : « L’empire américain s’efface progressivement, comme le fit en son temps l’Empire romain. »
- Deuxième vague : « Douze nations, plus puissantes que les deux cents autres, tentent de maintenir un semblant d’ordre mondial. »
- Troisième vague : « Le marché prend le pouvoir contre les Etats, même les plus puissants. Tout devient marchandise. »
- Quatrième vague : « De nouvelles idéologies triomphent, laïques ou religieuses, niant la démocratie et toute forme de liberté. »

La cinquième vague est une scène de fiction qui met en scène une jeune femme, dont on comprend qu’elle vient d’observer les quatre précédentes vagues. Celle-ci se lève et se dirige vers une fenêtre où l’on découvre au soleil levant une ville futuriste en construction.

## Fiche technique
- Scénario : Laurent Perreau
- Réalisation : Laurent Perreau
- Producteur : Julien Laur
- Directeur de la photographie : Romain Alary
- Ingénieur du son : Erwan Kerzanet
- Chef-monteur : Antoine Flandre
- Musique : Julien Gester
- Production : Maneki Lab

## Diffusion
Le film a été présenté pour la première fois au musée du Louvre à l’occasion de l’exposition Une brève histoire de l’avenir, de septembre 2015 à janvier 2016.
Inspirée du livre éponyme de Jacques Attali, cette exposition était conçue par ses commissaires, Dominique de Font-Réaulx et Jean de Loisy, autour d’un dialogue entre des œuvres du passé et du présent pour interroger l’avenir. Parmi les artistes contemporains qui avaient alors répondu à l’invitation du Louvre : Mark Manders, Tomás Saraceno, Wael Shawky, Camille Henrot, Isabelle Cornaro, Chéri Samba, ou encore Ai Wei Wei,,.
Le film 5 vagues de l’avenir était projeté dans la salle où l’installation de l’artiste chinois Ai Wei Wei, Fondation, invitait le public à s’asseoir sur les bases d’anciennes colonnes. Symbolisant un forum démocratique de la Grèce antique, cette dernière œuvre pouvait être interprétée comme les ruines d’un idéal perdu ou les fondations d’un avenir à bâtir.